# Omicidio di Nicola Giacumbi

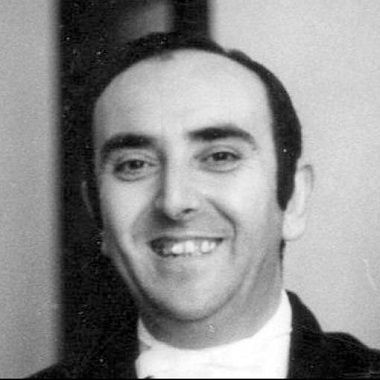
Nicola Giacumbi

L'omicidio di Nicola Giacumbi fu commesso a Salerno il 16 marzo 1980 dalle Brigate Rosse. Si attribuisce all'omicidio un "forte valore simbolico", realizzato a due anni dal sequestro Moro, volendosi "accreditare l'ipotesi della creazione di un blocco di violenza terroristica che univa il Nord al Sud".

## Storia
Nicola Giacumbi (nato il 18 agosto 1928 a Santa Maria Capua Vetere) era un procuratore della Repubblica di Salerno che venne assassinato a Salerno il 16 marzo 1980, nel tardo pomeriggio di domenica, da una cellula salernitana delle Brigate Rosse, con una raffica di colpi alla schiena davanti a casa sua mentre rientrava, davanti agli occhi della moglie Lilli, che fu sfiorata da un proiettile ma rimase illesa. Il magistrato, nell'accettare il ruolo di “facente funzioni” di Procuratore della Repubblica, aveva in precedenza rifiutato la scorta per non rischiare altre vite umane, come era invece accaduto nel sequestro Moro.
Le BR rivendicarono il delitto con una telefonata a una televisione locale. Il suo assassinio era parte di una campagna di attentati contro i rappresentanti dello Stato che, due giorni dopo a Roma, portò all'assassinio di un altro magistrato, Girolamo Minervini, e, il giorno successivo, il 19 marzo, a quello di Guido Galli, ucciso da esponenti di Prima Linea.

## Indagini e processo
I carabinieri comandati dal generale Dalla Chiesa, il 28 marzo fecero irruzione nel covo di via Fracchia a Genova, dove, nel conflitto a fuoco, vennero uccisi quattro terroristi. Otto brigatisti furono individuati come autori dell'omicidio e saranno tutti condannati dalla Corte d'Assise d'Appello di Potenza.